# Osby, Hörby kommun
Osby är en ort väster om Osbyholm vid gränsen mellan Hörby och Höörs kommuner. Från 2015 avgränsar SCB här en småort.